# Суаньи
Суаньи́ (фр. Soignies, валлон. и пикард. Sougniye, нидерл. Zinnik) — коммуна в Валлонии, расположенная в провинции Эно, округ Суаньи. Принадлежит Французскому языковому сообществу Бельгии. На площади 110,30 км² проживают 25 420 человек (плотность населения — 230 чел./км²), из которых 47,85 % — мужчины и 52,15 % — женщины. Средний годовой доход на душу населения в 2003 году составлял 12 023 евро.
Почтовые коды: 7060—7063. Телефонные коды: 065/067.

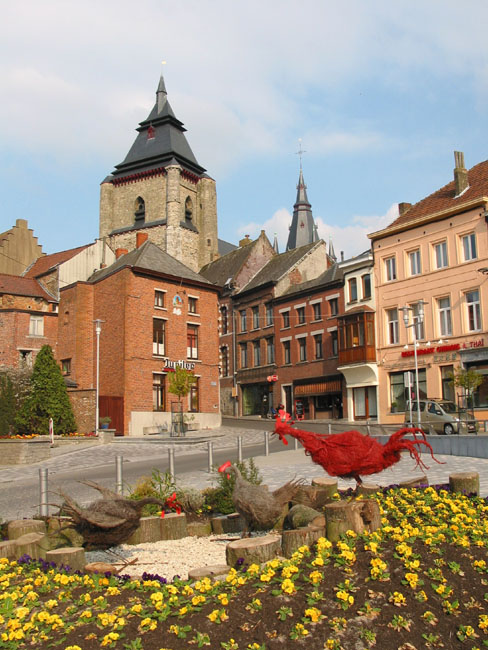
Церковь Сен-Вансан на площади Верт

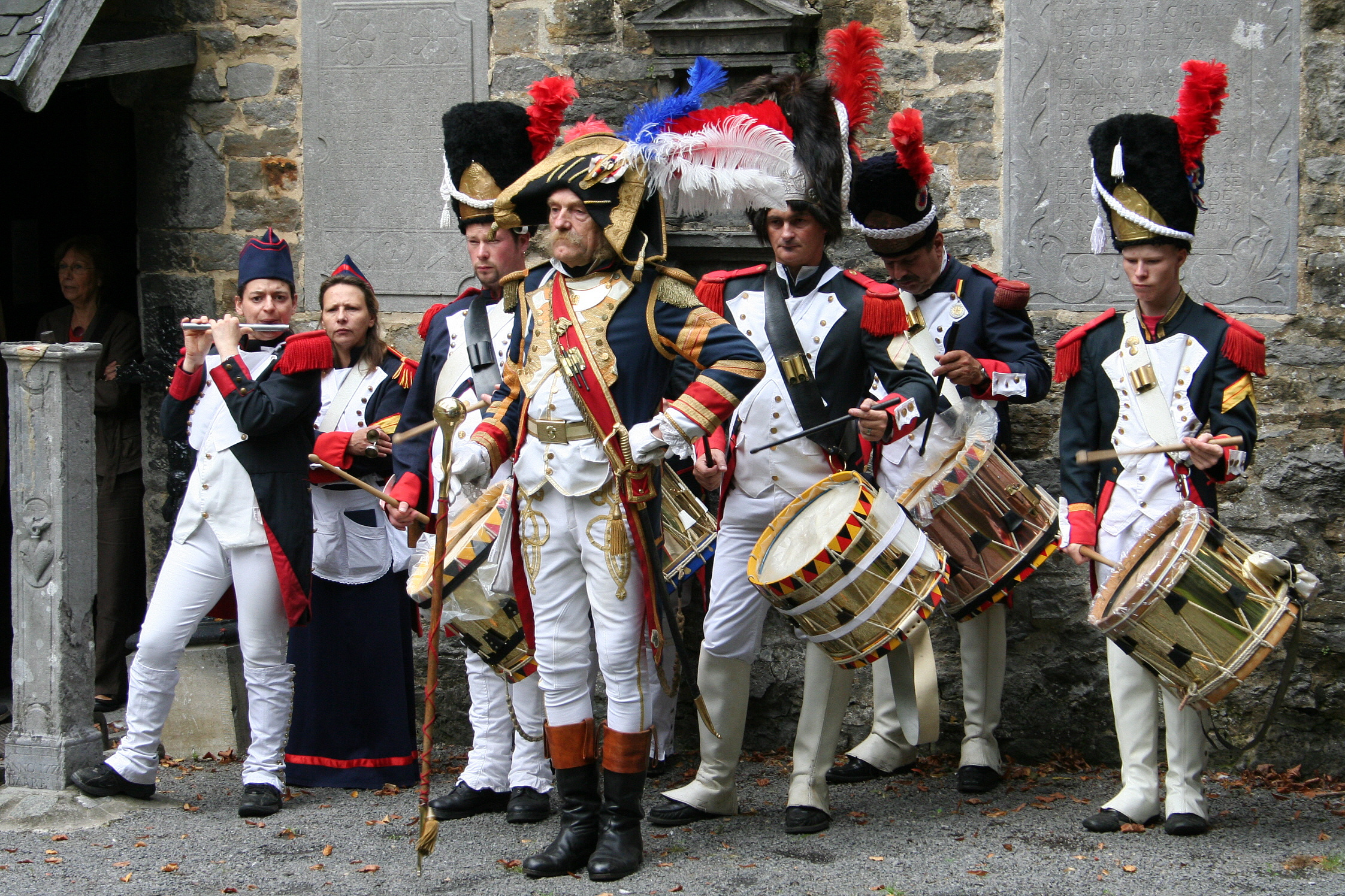
Фольклорный ансамбль «Гренадёры Императорской гвардии» (Grenadiers de la garde impériale)